# Хун Дзъчън
Хун Дзъчън (на традиционен китайски: 洪自誠, на опростен китайски: 洪自诚 с пинин: Hóng Zìchéng) е китайски философ, живял през последните години от династията Мин. Често е цитиран по темите вегетарианство и шах. Написал е книгата „Корените на мъдростта“.